# Aly & AJ
Aly & AJ (temporairement connu sous le nom 78violet) est un duo de chanteuses composé des sœurs Alyson Renae "Aly" Michalka et Amanda Joy "AJ" Michalka. Elles sont nées à Torrance, en  Californie, mais c'est à Seattle qu'elles ont grandi. Elles sont également actrices, auteures et guitaristes. Leur dernier album, Insomniatic est sorti le 10 juillet 2007 aux États-Unis et leur dernier film Super Sweet 16: The Movie a fait l'objet d'une première diffusion sur MTV le 8 juillet 2007.
Les filles ont aussi collaboré avec la société de jeu vidéo EA GAMES sur l'add-on des sims 2 "Animaux et Cie" en y mettant leur chanson "Chemicals React" en 2006.

## Leurs premières années
Aly & AJ portent un grand intérêt pour la musique depuis qu'elles sont toutes petites. "Je pense que cela a commencé lorsque nous avions trois et cinq ans. On chantait à l'église et à l'école pour s'amuser", dit Aly. Elles ont débuté toutes les deux peu de temps après, alors qu'AJ avait 9 ans. Les deux sœurs vivaient avec leurs parents au sein d'une communauté fermée dans la ville de Calabasas en Californie. Leur mère, Carrie Michalka chantait dans un groupe chrétien, le "J.C. Band". Alyson a également eu un rôle dans une sitcom pour Disney Channel, Phil du futur en compagnie d'un autre jeune acteur, Ricky Ullman.

## Musique
Aly & AJ sortent quelques titres issus des différents films dans lesquels elles jouent de par leur contrat avec Walt Disney Records. Leur premier album, Into the Rush sera disque de platine en mai 2007. No one était la chanson phare du téléfilm Disney Ice Princess et Do You Believe in Magic écrite et chantée à l'origine par The Lovin' Spoonful, ajoute un côté rock à l'album. Ce second morceau fut la bande originale du film Le Manoir de la Magie de Disney Channel, dans lequel Alyson tient le rôle d'Allyson. Aussi, leur reprise de Katrina and the Waves, Walking on Sunshine a été utilisé pour le film Disney La Coccinelle revient. Elles ont ainsi été impliqué dans de nombreux projets de Walt Disney Records. Cela inclut les musiques de films, des compilations et même leur premier album Into the rush, qui a également été utilisé pour des films.
Le Aly & AJ Concert a eu lieu le 24 juillet 2005 au Henry Fonda Theater de Hollywood en Californie. Elles y interprètent des titres issus de leur album Into the rush. Aly & AJ faisaient la première partie de la tournée organisée à l'occasion du premier album de Les Cheetah Girls en décembre 2005, Cheetah-licious Christmas Tour. À noter que cet album sort en France le 17 septembre 2007.
Le 19 septembre 2006, Aly & AJ sont nommées dans la catégorie Artiste Contemporain Inspiré de l'année (aussi connue l'appellation d'Artiste Chrétien de l'année) pour l'édition 2006 des American Music Awards, qui ont lieu le 21 novembre 2006. Elles en rentreront malgré tout bredouille. C'est Kirk Franklin, chanteur Gospel et R&B qui remporte le prix.
Le 26 septembre 2006, leur album Acoustic Hearts of Winter est commercialisé. Dans cet album, Aly & AJ interprètent des chants traditionnels de Noël comme Joy to the world ou Silent night mais aussi des titres originaux, Greatest time of year et Not this year.
Le 8 mai 2007, est diffusé une version courte de leur nouveau clip, Potential breakup song. La chanson en entier est diffusée sur Radio Disney, et disponible en téléchargement sur iTunes tout comme une partie de leur nouvel album en pré-vente.
Le titre de ce nouvel album est Insomniatic. Il est lancé sur le marché le 10 juillet 2007 aux États-Unis.
La date officielle de sortie pour le single aux États-Unis est le 26 juin 2007. Il atteindra la 17e place des ventes du Billboard Hot 100.
En octobre 2007 ce titre sera également lancé au Royaume-Uni, ce qui sera une première pour les filles qui n'ont jamais rien sorti en dehors de l'Amérique du Nord.
La chanson Like Whoa a été utilisée dans le film High School Musical 3 au debut du film.
La chanson Do You Believe In Magic' est dans la bande originale du film Les Sorciers de Waverly Place : Le Film.
En 2010, les deux sœurs changent le nom de leur groupe en 78violet.

## Discographie

### Albums studio
- 2005 : Into the Rush
- 2006 : Acoustic Hearts of Winter
- 2007 : Insomniatic
- 2017 : Ten Years
- 2019 : Sanctuary
- 2021 : A Touch of the Beat Gets You Up on Your Feet Gets You Out and Then Into the Sun

### Singles
- "Rush"

 États-Unis certification :  Or
- "Chemicals React"

 États-Unis certification :  Or
- "Potential Breakup Song"

 États-Unis certification :  Platine
- "Like Whoa"

 États-Unis certification :  Platine

## Filmographie à deux
| Année | Titre                           | Aly rôle      | AJ rôle         | Notes |
| 2006  | Haversham Hall                  | Hope Mason    | Sam Tillar      | Le pilote n'a pas été diffusé. |
| 2006  | Les Sœurs Callum                | Taylor Callum | Courtney Callum | Téléfilm (Disney Channel). |
| 2007  | Super Sweet 16: The Movie       | Taylor Tiara  | Sarah Conners   | Téléfilm (MTV Films). |
| 2007  | Aly & AJ: Sister Act            | Elle-même     | Elle-même       | Un épisode (reality-show). |
| 2011  | Hellcats                        | Marti Perkins | Deirdre         | Série dans laquelle AJ n'apparaît qu'à partir de l'épisode 18, tandis qu'Aly est le personnage principal de la série.                                                     |
| 2021  | Good Doctor: saison 6 épisode 9 | Lexi Dunn     | Nelly Dunn      | Lexi et Nelly jouent le rôle de 2 sœurs pop star qui se sont séparés. Lexi brille en carrière solo tandis que sa sœur Nelly à perdue sa voix dans un accident de voiture. |